# Cronicamente Inviável
Cronicamente Inviável é um filme brasileiro de 2000 dirigido por Sérgio Bianchi e escrito por Beatriz Bracher e Sergio Bianchi. Com roteiro de Gustavo Steinberg e colaboração de João Emanuel Carneiro.
Conta com: Umberto Magnani, Cecil Thiré, Dira Paes, Betty Gofman, Daniel Dantas, Dan Stulbach, Zezeh Barbosa, Leonardo Vieira, Cosme dos Santos e entre outros no elenco da trama.

## Sinopse
O filme mostra trechos das histórias de 6 personagens, mostrando a dificuldade de sobrevivência mental e física em meio ao caos da sociedade brasileira, que atinge a todos independentemente da posição social ou da postura assumida.

## Elenco
- Cecil Thiré .... Luís
- Betty Gofman .... Maria Alice
- Daniel Dantas .... Carlos
- Dan Stulbach .... Adam
- Umberto Magnani .... Alfredo
- Dira Paes .... Amanda
- Leonardo Vieira .... Ceará
- Cosme dos Santos .... Valdir
- Zezé Motta .... Ada
- Zezeh Barbosa .... Josilene
- Cláudia Mello.... Motorista
- Rodrigo Santiago.... Carioca
- Carmo Dalla Vecchia.... Ele mesmo
- João Acaiabe.... Union Leader
- Patrick Alencar.... Gabriel
- Roberto Bomtempo.... Osvaldo, namorado de Josilene
- Gero Camilo.... Motorista do Ônibus
- Lígia Cortez.... Motorista do Carro
- Tulianne Cristina.... Josilene
- Verônica Novaes de Aragão.... Amanda
- Luiz Antônio do Nascimento.... Valdir
- Juliano Ferraz .... Stripper Soldadinho de Chumbo
- Paulo Friebe.... Homem do Garimbo
- Bruno Garcia.... Trabalhador União
- Petrônio Gontijo.... Gerente do Grupo de Percussão
- Ivone Hoffman.... Raquel
- André Mattos.... Taxista
- Flávia Pucci.... Apresentadora convidada do Sul do Brasil
- Shailla Quadra.... Babá
- Maria Alice Vergueiro.... Motorista
- Rejane Zilles.... Mãe de Maria Alice

## Principais prêmios e indicações
- Indicado ao Grande Prêmio BR do Cinema Brasileiro na categoria de melhor filme brasileiro
- Ganhou o Youth Jury Award: Environment is Quality of Life no Festival Internazionale del Film de Locarno.
- Indicado ao Golden Leopard no Festival Internazionale del Film de Locarno.
- Ganhou o Troféu APCA no Festival da Associação Paulista de Críticos de Arte.